# 科祖比
49°19′28″N 34°10′40″E / 49.32444°N 34.17778°E
科祖比（烏克蘭語：Козуби），是烏克蘭中部的村莊，隸屬波爾塔瓦州的波爾塔瓦區。該村處於大科別利亞喬克河右岸，面積1.62平方公里，海拔高度83米，2001年人口242。